# Nkanu West
Nkanu West es una localidad del estado de Enugu, en Nigeria, con una población estimada en marzo de 2016 de 198 900 habitantes.
Se encuentra ubicada en el centro-sur del país, a poca distancia al norte del delta del Níger y de la costa del golfo de Guinea.